# Hvammr
Hvammr o Hvammur es un asentamiento del condado de Dalasýsla y uno de los más antiguos de la colonización de la isla de Islandia. Su origen se remonta a los tiempos de la migración del siglo X cuando Aud la Sabia se desplazó con su séquito y familia.

## Historia

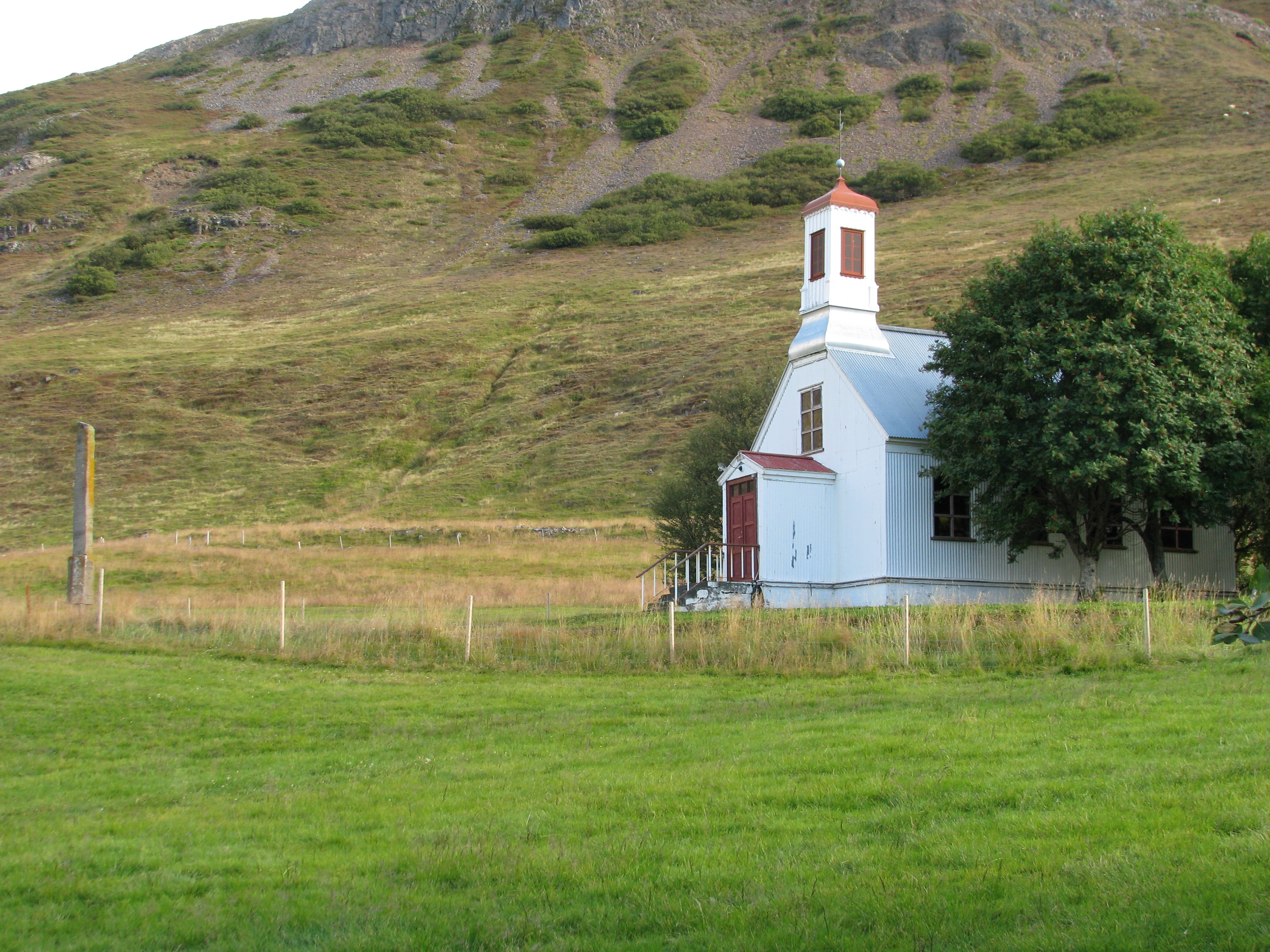
Iglesia Hvammskirkja í Hvammsveit

Auður djúpúðga Ketilsdóttir supuestamente ocupó toda la tierra a lo largo del Hvammsfjörður y vivió en la aldea. 
En el siglo XII Hvammr fue el corazón de los Sturlungar donde Sturla Þórðarson dominaba la región. Allí nació su hijo, el famoso escritor Snorri Sturluson y sus hermanos Þórður Sturluson y Sighvatur Sturluson. Tras la muerte de Sturla, su viuda Guðný Böðvarsdóttir siguió viviendo en la hacienda, pero ninguno de sus hijos optaron por permanecer allí. 
Teitur Þorleifsson ríki, un abogado del siglo XVI para el norte y oeste de la isla, vivió en Hvammr y también se consagró como sacerdote en su iglesia en 1531. El obispo Ögmundur Pálsson quiso apropiarse de las tierras y ampliar el poder de otro terrateniente Daði Guðmundsson, asunto que le enfrentó con otro obispo Jón Arason, que terminó con el arresto de Jón y sus dos hijos y la ejecución de los tres por decapitación.
Más tarde en la casa pastoral vivió Ketil Jörundarson, abuelo de Árni Magnússon. Árni se crio con él en Havmmr. Þórður Þórðarson vivió allí entre 1721 y 1739 donde escribió Hvammsannál. En 1884 la iglesia fue consagrada, pero popularmente se decía que como era una ciudad de sacerdotes poca gente iría.
Existe un monumento a Aud la Sabia en Krosshólaborg, pues las Sagas nórdicas citan que Aud solía rezar en la ciudad.
Hvammskirkja í Hvammsveit, la iglesia del asentamiento, fue inaugurada en 1884. Fue renovada en los años 80 del siglo pasado. La iglesia mide 10,26 m de largo y 6,47 m de ancho.